# Paulianellus maderi
Paulianellus maderi är en skalbaggsart som beskrevs av Vladimir Balthasar 1938. Paulianellus maderi ingår i släktet Paulianellus och familjen Aphodiidae. Inga underarter finns listade i Catalogue of Life.